# Pierwokrasnoje
Pierwokrasnoje (ros. Первокрасное) – wieś (sieło) w Rosji, w obwodzie orenburskim, w rejonie soroczińskim. W 2010 liczyła 509 mieszkańców.